# Аргынбаев, Габит Бикмухаметович
Аргынбаев Габит Бикмухаметович  (1856 года - 1921 года) — сэсэн-импровизатор, кураист,  собиратель башкирского фольклора.

## Биография
Аргынбаев Габит Бикмухаметович  (Габит-сэсэн) родился в 1856 году в  д. Идрисово Верхнеуральского уезда Оренбургской губернии (д. Нижееидрисово Баймакского района РБ).
Мастерству игры на курае и сказительству учился у Ишмухамет-сэсэна.
Имел богатый исполнительский репертуар.
От Габит-сэсэна в начале XX века  М.А.Бурангулов записал башкирсике легенды и предания, песня «Урал», ряд эпосов и кубаиров: «Урал-батыр», «Акбузат», «Карахакал», «Кусяк-бий» (см. «Бабсак менэн Кусяк»), «Иҙел менән Яйыҡ» («Идель и Яик»), «Юлай менэн Салауат», «Тамъян» («Тамьян»), «Батырша», «Байыҡ айҙар сәсән» («Баик-айдар-сэсэн»); стихотворения Салавата Юлаева «Ағиҙелкәй ага ҡая аралап...» («Агидель течёт средь бурых скал...»), «Сәстәреңдең толом сулпылары...» («Монисты твоих кос мне навевают...»), «Һауаларҙа осҡан, ай, яғылбай...» («Наброситься готов летящий ястреб...») и др. Баиты Г.-с. «Ҡурай бәйете» («Баит о курае»), «Һаҡмар бәйете» («Баит о Сакмаре»).
Аргынбаев Габит Бикмухаметович  - автор  стихотворений «Аусы мажаралары» («Приключения охотника»),  сатирических четверостиший.
В 1912 году в д.Якупово Оренбургской губернии и г. Оренбург в честь 100-летия победы в Отечественной войне 1812  победил в состязаниях кураистов и сказителей. Победил и в  1920 году в  конкурсе кураистов в Стерлитамаке.